# Super Troupers
Super Troupers var ett musiktävlingsprogram i TV4 som sändes 16 april-4 juni 2004. I programmet tävlade barn i åldern 9-14 år genom att framföra en cover på en låt. Charlotte Perrelli var programledare och medverkade gjorde bland annat Anna Bergendahl, Petter Snive, Amy Deasismont, Alice Svensson, Frida von Schewen och Jonathan Fagerlund. Frida von Schewen vann tävlingen med låten "Min kärlek".
Programmet har jämförts med programmen Lilla Melodifestivalen, Sikta mot stjärnorna och Småstjärnorna.

## Upplägg och resultat
Tävlingen sändes på fredagar mellan 16 april och 4 juni 2004. Programledare var Charlotte Perrelli. I varje avsnitt tävlade fem barn i åldern 9-14 år. En jury som leddes av Christer Björkman och bestod av olika artister valde ut de bästa bidragen till finalen under de fem första deltävlingarna. I programmet visades även hur de tävlande förberedde sig inför tävlingen.
Programmet sändes från restaurang Tyrol i Stockholm.

### Första deltävlingen
I den första tävlingen den 16 april deltog:
| Artist                | Bidrag                | Anmärkning             |
| --------------------- | --------------------- | ---------------------- |
| Frida von Schewen     | Min kärlek            | Gick vidare till final |
| Petter Snive          | Love Strikes          |                        |
| Anna Bergendahl       | Play that funky music |                        |
| Saba Timothy          | Cry me a river        |                        |
| Christopher Petersson | Millennium            |                        |

### Andra deltävlingen
I den andra deltävlingen 23 april deltog:
| Artist                         | Bidrag                   | Anmärkning             |
| ------------------------------ | ------------------------ | ---------------------- |
| Gustaf Modin                   | Father of a Son          |                        |
| Amy Deasismont                 | Underneath your clotehes | Gick vidare till final |
| Dominique Pålsson              | NG3                      |                        |
| Erik Nielsen                   | My Heart Will Go On      |                        |
| Rebecca Laakso och Julia Urbán | Säg mig var vi står      |                        |

### Tredje deltävlingen
I den tredje deltävlingen 5 maj deltog:
| Artist             | Bidrag                    | Anmärkning             |
| ------------------ | ------------------------- | ---------------------- |
| Johan Yngvesson    | Här kommer alla känslorna |                        |
| Anniela Andersson  | Power of love             |                        |
| Olivia Hessel      | Ultimate                  |                        |
| Malin Ljungberg    | Fame                      |                        |
| Jonathan Fagerlund | Nu eller aldrig           | Gick vidare till final |

### Fjärde deltävlingen
I den fjärde deltävlingen 14 maj deltog:
| Artist           | Bidrag             | Anmärkning             |
| ---------------- | ------------------ | ---------------------- |
| Emmalisa Norrham | I'm alive          |                        |
| Felix Hvit       | God morgon världen |                        |
| Johannes Glans   | I wish             | Gick vidare till final |
| Ivana Sibinovic  | När löven faller   | Gick vidare till final |
| Alice Svensson   | Misfit             |                        |

### Femte deltävlingen
I den femte deltävlingen 21 maj deltog:
| Artist           | Bidrag                        | Anmärkning             |
| ---------------- | ----------------------------- | ---------------------- |
| Anna Stenström   | Bring Me to Life              |                        |
| Filip Jörnheim   | Mandy                         |                        |
| Matilda Hellberg | Halleluja, I just love him so | Gick vidare till final |
| Linda Friberg    | Sometimes when we touch       |                        |
| Kalle Dahlström  | La dolce vita                 |                        |

### Finalen
I finalen den 4 juni deltog:
| Artist                 | Bidrag                    | Anmärkning |
| ---------------------- | ------------------------- | ---------- |
| Frida von Schewen      | Min kärlek                | Vinnare    |
| Amy Deasismont         | Under your clothes        |            |
| Jonathan Fagerlund     | Nu eller aldrig           |            |
| Matilda Prada Hellberg | Hallelujah, I love him so |            |
| Ivana Sibinovic        | När löven faller          |            |
| Johannes Glans         | I wish                    |            |

Frida von Schewen fick i och med vinsten uppträda på Rhapsody in Rock i slutet av augusti.

## Utgivning
Programmet släpptes senare på VHS och DVD av Buena Vista Home Entertainment.
Ett urval på 10 låter släpptes senare på samlingsalbumet Super Troupers utgivet av Universal Music AB.

### Låtlista
1. Min kärlek - Frida von Schewen
2. Play that funky music - Anna Bergendahl
3. Underneath your clothes - Amy Deasismont
4. Father of a son - Gustaf Modin
5. This is the moment - Jonathan Fagerlund
6. The Power of Love - Anniela Andersson
7. I wish - Johannes Glans
8. När löven faller - Ivana Sibinovic
9. Hallelujah I just love him so - Matilda Prada-Hellberg
10. Mandy - Filip Jörnheim
11. Min kärlek (karaokeversion)
12. Play that funky music (karaokeversion)
13. Underneath your clothes (karaokeversion)
14. Father of a son (karaokeversion)
15. This is the moment (karaokeversion)
16. The Power of Love (karaokeversion)
17. I wish (karaokeversion)
18. När löven faller (karaokeversion)
19. Hallelujah I just love him so (karaokeversion)
20. Mandy (karaokeversion)